# جاده ۲۱ ایالات متحده آمریکا
جاده ۲۱ ایالات متحده آمریکا (انگلیسی: U.S. Route 21) یکی از بزرگراه‌های اصلی سیستم بزرگراهی ایالت متحده آمریکا است که به طول ۶۳۴ کیلومتر از شهرستان بوفورت، کارولینای جنوبی شروع و در ویتویل، ویرجینیا به پایان می‌رسد.

## نگارخانه

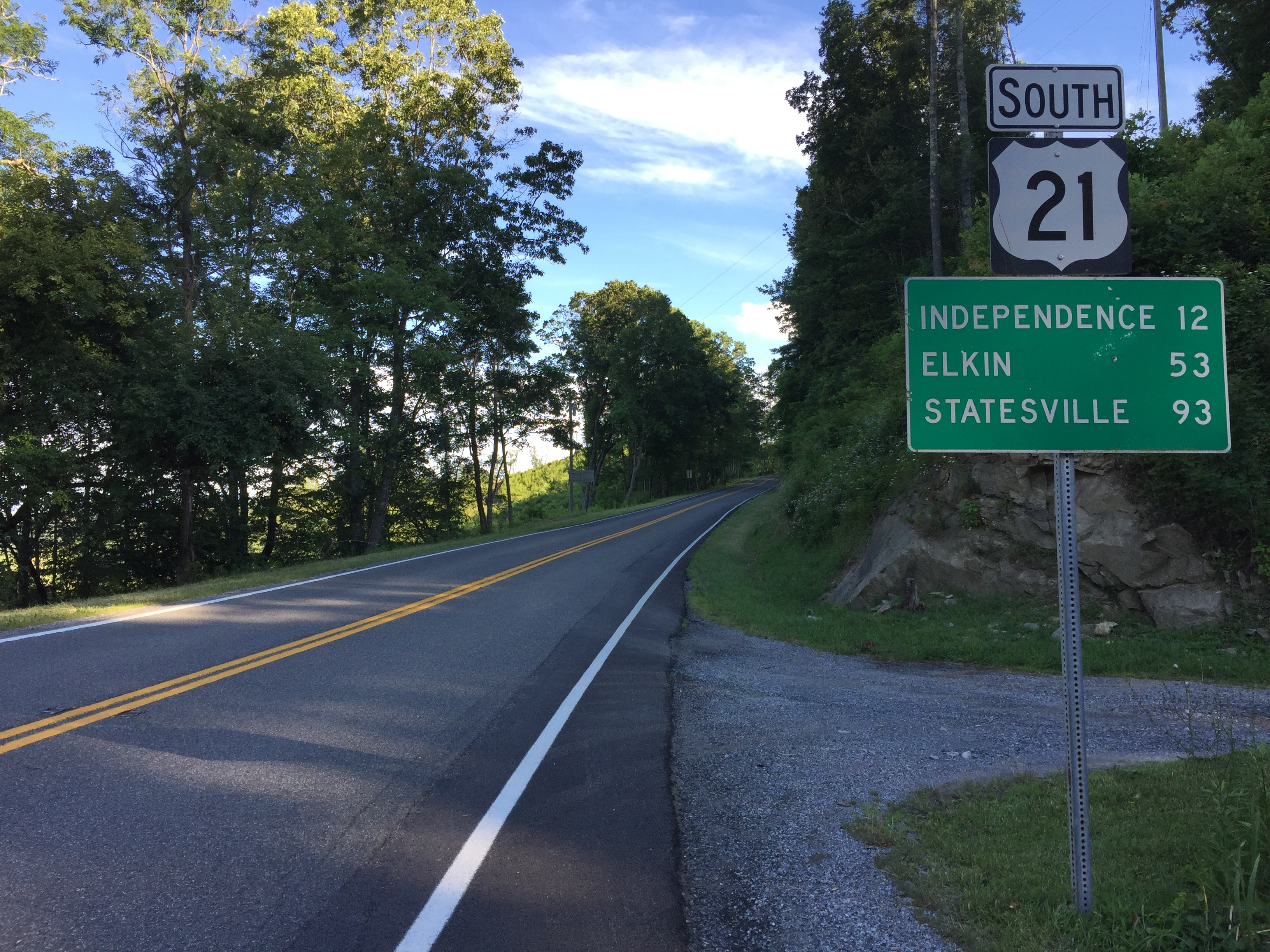
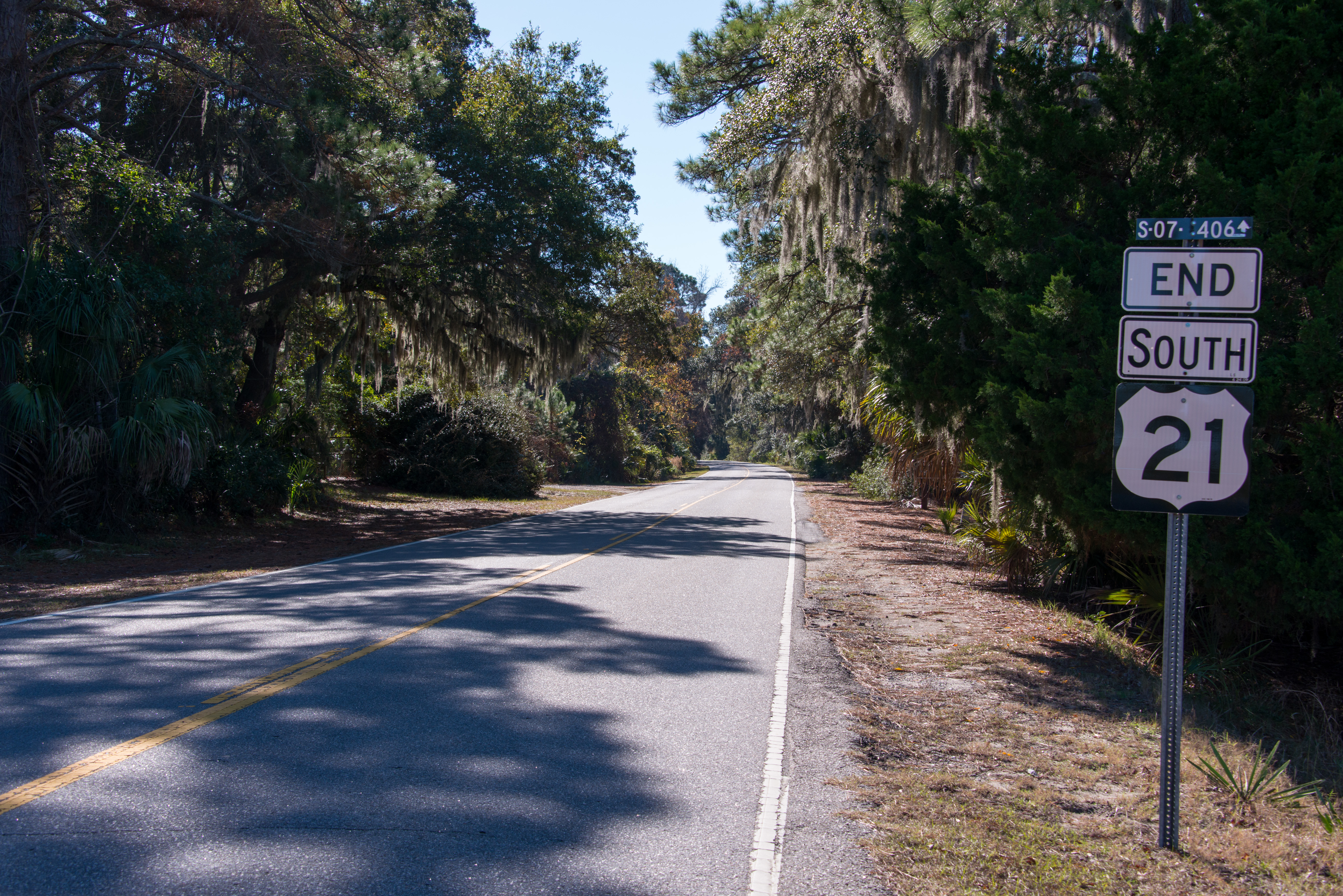
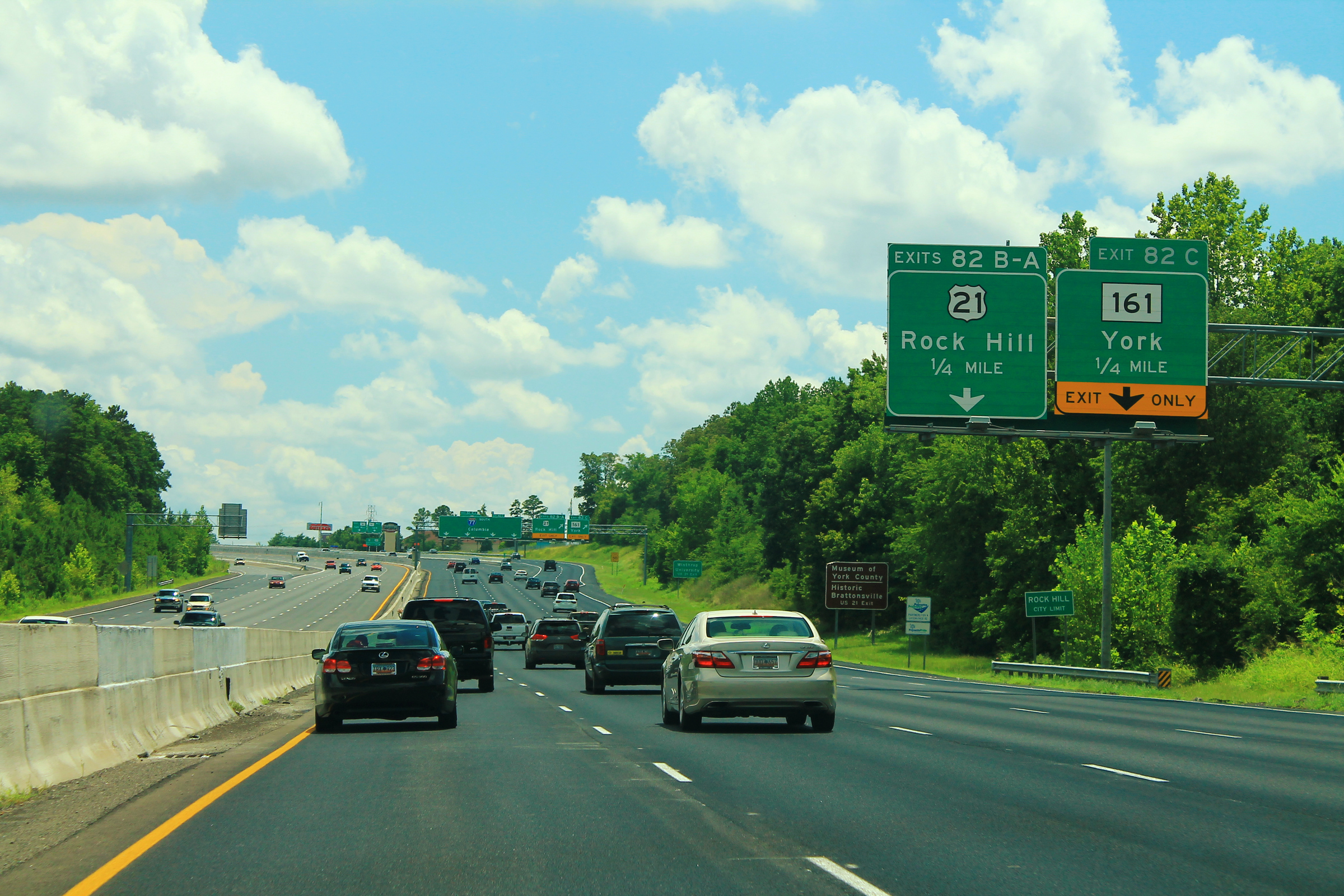
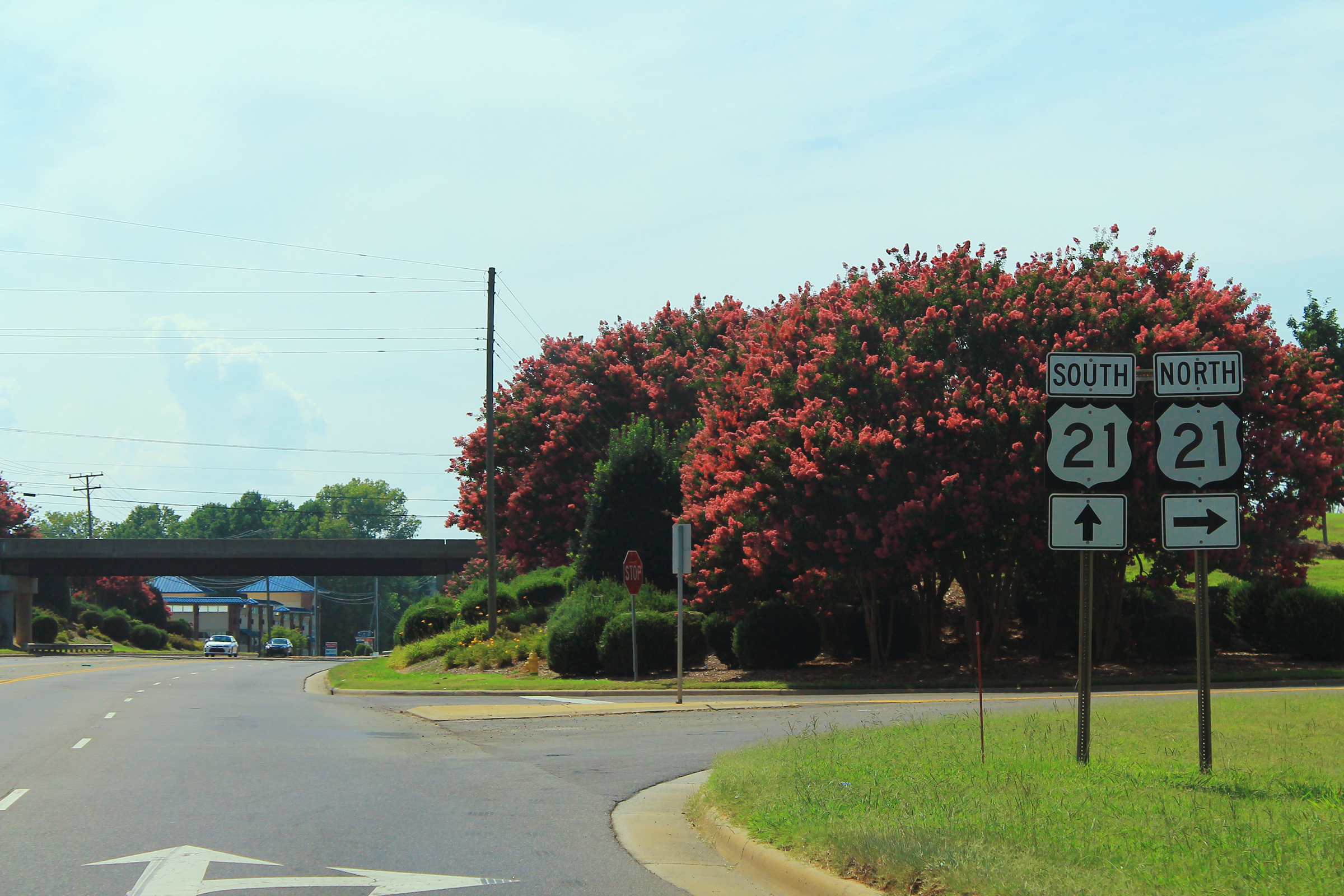